# Junde de Quinacerim
Junde de Quinacerim (em árabe: جند قنسرين‎; "distrito militar de Quinacerim") foi uma das cinco subprovíncias da Síria sob o Califado Omíada e Abássida, organizado logo após a conquista muçulmana da Síria no século VII. Inicialmente sua capital foi Quinacerim, mas como a cidade declinou em riqueza e população, a capital foi transferida para Quinacerim. Por 985, as principais cidades do distrito eram Mambije, Iscandarum, Hama, Xaizar, Maarate Anumane, Sumaissate (Samósata), Jusia, Uádi-Butname, Rafania (Rafaneia), Lajum, Marache, Quinacerim, Bális (Barbalisso) e Suadia.

## História
Originalmente uma parcela de Junde de Homs, o primeiro califa omíada Moáuia I (r. 661–680) estabeleceu o Junde de Quinacerim quando derrotou Ali e subsequentemente separou o povo daquela área de sua aliança a ele. O historiador muçulmano do século IX Baladuri diz, contudo, que foi o sucessor de Moáuia I, Iázide I (r. 680–683), que fundou o distrito após separar os territórios ao norte do Junde de Homs. O recém-estabelecido distrito foi nomeado em honra da antiga cidade de Quinacerim que estava localizada em suas fronteiras. Sob os omíadas, o Junde de Quinacerim compreendia três distritos: Antioquia, Alepo e Mambije.
Após as conquistas do califa abássida Almançor no sul da Anatólia, as fronteiras ao norte da Síria foram consideravelmente estendidas e em 786, durante o reinado de Harune Arraxide (r. 786–809), o Junde de Quinacerim estendido foi subdividido. A área em torno da fronteira norte, compreendendo os territórios de Antioquia e as terras a leste em direção a Alepo foram separadas do distrito para formar o Junde de Auacim. Pelo resto do período abássida, o Junde de Quinacerim consistiu das cidades de Alepo (a capital distrital), Quinacerim e os territórios em torno delas, bem como o território de Sarmim.